# Таинај
Таинај (јап. 胎内市) град је у Јапану у префектури Нигата. Према попису становништва из 2005. у граду је живело 33.309 становника.